# Мост Свободы (Нови-Сад)
Мост Свободы (серб. Мост слободе или Most slobode) — вантовый мост через Дунай в городе Нови-Сад, Сербия. 

## История
Мост был построен в 1981 году и разбомблен НАТОвскими бомбардировщиками 4 апреля 1999. Он был восстановлен в 2003-2005 гг. Проект моста составил Никола Хайдин.
Восстановление моста стоило городу € 40 млн и длилось в течение 2 лет и 22 дней. Майя Гойкович, мэр Нови-Сада, открыла его 7 октября 2005. Официальное открытие состоялось несколько дней спустя, в присутствии официальных лиц из Европейского агентства по реконструкции.